# ジル・シモン (F1)

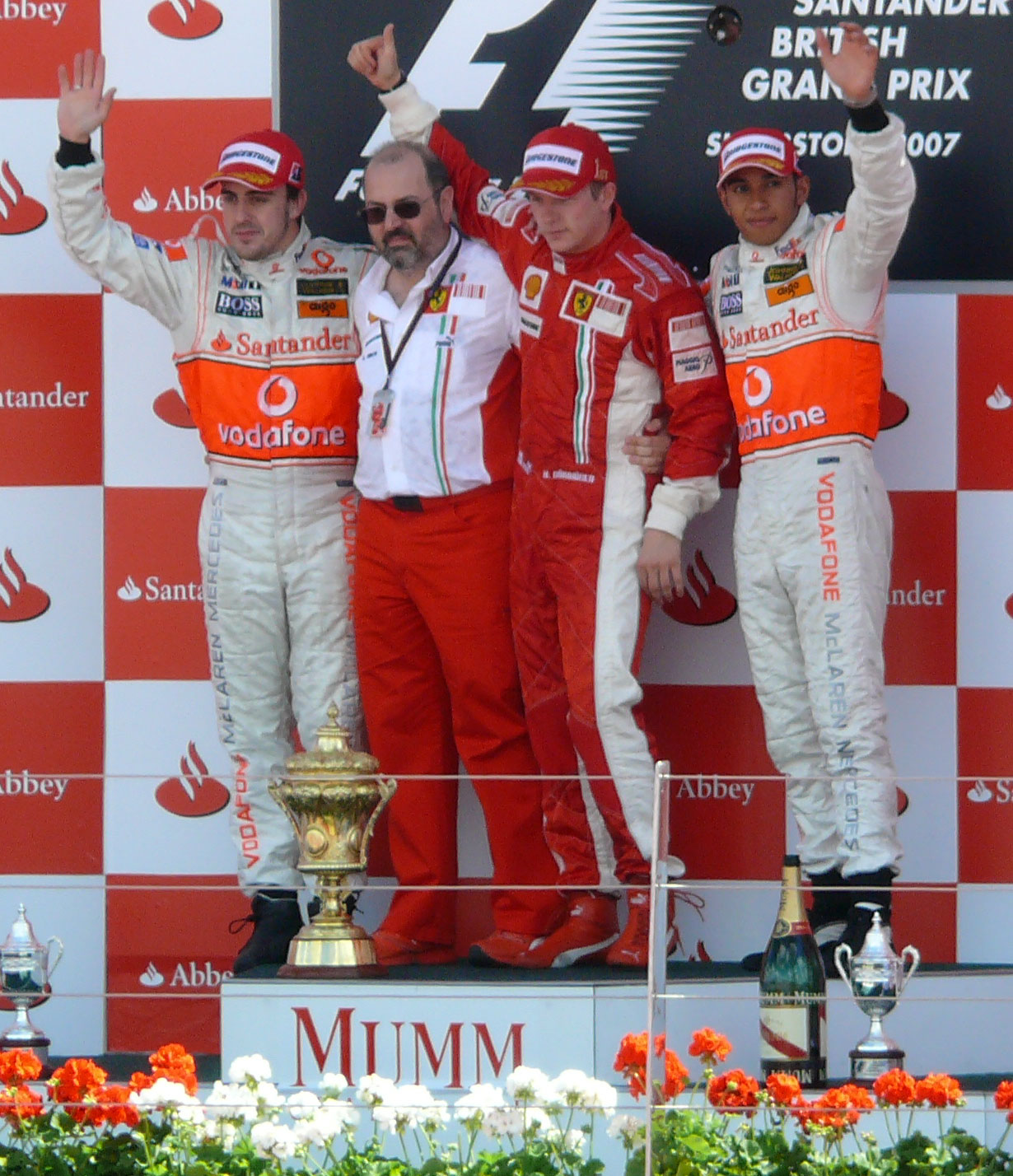
サングラスを掛けているのがジル・シモン（2007年イギリスGP）

ジル・シモン（Gilles Simon 1958年6月14日 -）は、フランス出身のモータースポーツ技術者。以前はスクーデリア・フェラーリのエンジン開発部門責任者を務めていた。2017年現在は国際自動車連盟（FIA）の技術部門責任者を務める。

## 経歴
フランス・パリ国立高等鉱業学校（École des Mines de Paris）で工学を学び、1984年に卒業。その後、4年間ルノーチームに加わり研究開発技術者として働いた。
1990年よりプジョーに加入し、ル・マン24時間レースを中心としたスポーツカー世界選手権でのV10エンジン開発に加わり、1993年のル・マンで表彰台を独占するなどの成功を収めた。同年にはプジョー監督のジャン・トッドとともにF1のスクーデリア・フェラーリへ移籍し、パオロ・マルティネッリ率いるエンジン部門でV10エンジン開発を行った。
2006年10月、マルティネッリがフィアットへ転籍したことに伴い、フェラーリのエンジン開発部門のテクニカルディレクターに就任した。2008年にはチーム内の組織改編により、エンジン・エレクトロニクス・ディレクターの任を務めたが、2009年10月付けでルカ・マルモリーニに地位を譲ることが発表された。
2009年12月より、トッドが会長を務める国際自動車連盟 (FIA) で、環境対応型エンジンのワーキンググループを監督。2014年よりF1に導入されるパワートレイン（V6ターボエンジン＋エネルギー回生システム）のレギュレーション作成に携わった。
2011年8月にはクレイグ・ポロックが設立したP.U.R.Eへ加入し、F1用ターボエンジンの開発責任者となった。シモンはFIAでエンジンの機密情報にアクセスできる立場にあったため、競合メーカーからは情報流出に対する懸念が示された。しかし、P.U.R.E.は資金難により、2012年7月に活動停止した。
その後、2015年よりF1に復帰したホンダエンジンの開発にコンサルタントとして関わっていたが、2017年半ばにホンダを離脱。同年9月にFIAと契約し技術部門責任者となったことが公表された。